# L'Abergement-Sainte-Colombe
L'Abergement-Sainte-Colombe är en kommun i departementet Saône-et-Loire i regionen Bourgogne-Franche-Comté i östra Frankrike. Kommunen ligger i kantonen Saint-Germain-du-Plain som tillhör arrondissementet Chalon-sur-Saône. År 2022 hade L'Abergement-Sainte-Colombe 1 235 invånare.

## Befolkningsutveckling
Antalet invånare i kommunen L'Abergement-Sainte-Colombe
| Referens: INSEE |